# Antoine Louis
Antoine Louis, född 13 februari 1723 i Metz, död 20 maj 1792 i Paris, var en fransk militärläkare och kirurg. 
Louis blev 1743 regementskirurg, 1757 kirurg vid Charitésjukhuset i Paris och 1764 kirurgiska akademiens ständige sekreterare. Han utövade omfattande litterär verksamhet och var en av 1700-talets främsta kirurger. Framför allt var hans långvariga arbete som kirurgiska akademiens sekreterare betydelsefullt. Han är känd även genom sin andel i konstruktionen av ett avrättningsredskap, louison eller louisette, sedermera kallat giljotin.

Memoire contre la legitimite des naissances pretendues tardives, 1764